# Società Svizzera di Speleologia
La Società Svizzera di Speleologia (SSS) è l’associazione quadro delle sezioni Svizzere come anche per i carsologi e gli speleologi. La SSS è un’organizzazione senza fini di lucro ai sensi dell’articolo 60 cf. del Codice Civile Svizzero.

## Storia
L’associazione è stata fondata nel 1939 da George Amoudruz e Jean-Jacques Pittard a Ginevra. G. Amoudruz è stato il padrino del club “Les Boueux”, fondato nel 1930. Nel 1938 J.-J Pittard fa la conoscenza di G.Amoudruz e di Emile Burri. Dal loro interesse comune per il mondo sotterraneo della Svizzera, il trio fondano la Società Svizzera di Speleologia (SSS) nel marzo del 1939. Nel corso del medesimo anno, lo stato maggiore dell’Esercito Svizzero, si rivolge alla Società Svizzera di Speleologia, alla ricerca di specialisti del mondo sotterraneo. Per poter trattare con l’esercito, J.-J Pittard e G.Amoudruz elaborano la base degli statuti della SSS. Fino alla fine della seconda guerra mondiale la SSS descrive più di 800 cavità cartografando più di 60 km di gallerie. Dopo la seconda guerra mondiale Jacques Verdan viene eletto primo presidente della SSS. Charles Roth prende la direzione della sezione ginevrina, sezione fondatrice della SSS. Da questo momento la SSS si fa conoscere in tutta la Svizzera, e nei vari cantoni vengono fondate delle nuove sezioni. Nel 1964 la SSS conta circa 320 membri nelle sue 15 sezioni. Il 1º giugno 1951, sotto la guida del presidente centrale André Grobet, viene pubblicata la prima edizione di Stalactite, rivista ufficiale della SSS. Da allora la rivista è pubblicata, senza interruzioni, 2-3 volte all’anno. Nel 1975 la SSS conta 21 sezioni con circa 500 membri. L’archivio centrale delle grotte comprende più di 1800 cavità. Viene pubblicato l’SSS-info per la prima volta nel 1986, sotto la presidenza di René Scherrer. Si tratta di un bollettino d’informazione del comitato centrale, che viene pubblicato quattro volte all’anno ed inviato a tutti i membri della SSS. Nel febbraio del 2000, l’Istituto Svizzero di Speologia e di Carsologia (ISSKA) diviene una fondazione indipendente. L’ISSKA viene creata con l’obbiettivo di disporre di un centro di competenza, per favorire e valorizzare i lavori nell’ambito della speleologia, del mondo sotterraneo e della carsologia.
Oggi la SSS ha circa 1000 soci e 34 sezioni (stato 2017)

## Struttura e organizzazione
La sede della società è a La Chaux-de-Fonds, con il seguente organigramma: l’Assemblea dei Delegati (AD) è l’organo di decisione superiore ai sensi dell’articolo 64 al.2 del Codice Civile Svizzero. L’AD è l’organo legislativo e si compone dei delegati di ciascuna sezione. Il comitato è l’organo esecutivo ed è composto da sette speleologi attivi che rappresentano, se possibile, le differenti regioni Svizzere. Il comitato centrale (ZR, precedentemente CC) è l’organo di direzione ai sensi dell’articolo 69 del Codice Civile Svizzero. È l’organo consultivo e preparatorio del comitato. I revisori dei conti sono i responsabili della tenuta conforme della contabilità della SSS.
L’organigramma della SSS si compone anche delle commissioni e dei gruppi di lavoro temporanei. Contrariamente ai gruppi di lavoro le commissioni sono permanenti. Tutte le commissioni hanno i rispettivi “Cahier des Charges”:
- Biblioteca: La biblioteca fu fondata nel 1956.[10] Comprende un’importante collezione di documenti, mettendoli a disposizione di tutte le persone interessate. La biblioteca ha sede nella biblioteca della città di La Chaux-de-Fonds.
- Commissione Scientifica: Questa commissione, fondata nel 1967, riunisce speleologi che si occupano dello studio del carsismo.[11] La commissione è anche il collegamento fra le istituzioni scientifiche e l’Accademia svizzera di scienze naturali (SCNAT).
- Commissione delle pubblicazioni: Questa commissione è responsabile della pubblicazione semestrale del periodico Stalactite, pubblicando articoli riguardanti la tecnica, temi scientifici, rapporti delle esplorazioni come anche varie informazioni d’attualità.[10]
- Commissione della documentazione: Fondata nel 1948, questa commissione stabilisce e conserva le carte nazionali delle cavità svizzere,[10] che sono a disposizione degli speleologi attivi.
- Commissione della formazione: Questa commissione esiste dal 1970 e propone dei corsi di formazioni di base e formazioni specifiche negli ambiti della progressione e della ricerca in grotta.[12] Si occupa anche della diffusione delle più aggiornate tecniche rappresentando le migliori garanzie di sicurezza nella progressione speleologica, in base agli standard “Speleo in Sicurezza” creati nel 2012.
- Commissione della Protezione delle caverne e delle zone carsiche: Questa commissione si occupa della salvaguardia dei sistemi carsici e delle loro grotte. Inoltre informa gli speleologi e i visitatori di grotte sui rischi che essi potrebbero incorrere durante le progressioni. La commissione esamina e persegue i danni, volontari o involontari, provocati all’integrità carsica.[10]
- Commissione delle Relazioni Pubbliche: Questa commissione rappresenta la SSS di fronte ai media e ai servizi amministrativi.[10]
- Commissione Canyoning: Questa commissione è l’interlocutore per tutti gli argomenti riguardanti il canyoning riunendo gli speleologi che praticano questa attività.[10]
- Commissione Speleologia Subacquea: Questa commissione supporta e incoraggia il contatto fra i subacquei della SSS. Inoltre è l’interlocutrice della SSS per tutti gli argomenti riguardanti la speleologia subacquea, all’interno e verso l’esterno della SSS.[10]
- Commissione del Soccorso: (Speleo Soccorso Svizzero). Fondata nel 1970, questa commissione da 35 anni è un’organizzazione partner della Guardia Aerea Svizzera di Salvataggio (REGA).[13] Dal 2016 è partner del Soccorso Alpino Svizzero assumendo, se necessario, la condotta delle operazioni di ricerca e salvataggio nell’ambiente sotterraneo in tutta la Svizzera.[13] Inoltre aiuta e sostiene gli uomini dello Spelo Soccorso in caso di interventi all’estero, per esempio durante l’intervento nella grotta “Riesending-Schchthöhle” (Germania).

Tutti i membri della Società Svizzera di Speleologia hanno l’obbligo di osservare e rispettare il codice d’onore della SSS. Lo stesso contiene anche le direttive riguardanti l’etica della speleologia, della protezione delle grotte e dei rispettivi dati.
La Società Svizzera di Speleologia è membro dell’Unione Internazionale di Speleologia (UIS).